# Cabo San Sebastián
El cabo San Sebastián, o cabo de San Sebastián, es un accidente geográfico situado en el mar Argentino del océano Atlántico, en el sector nordeste de la isla Grande de Tierra del Fuego, en la región austral de América del Sur. Pertenece al departamento Río Grande, de la provincia de Tierra del Fuego, Antártida e Islas del Atlántico Sur en el sur de la Patagonia argentina. Se encuentra localizado en las coordenadas: 53°18′48.59″S 68°11′6.32″O / -53.3134972, -68.1850889. Posee costas barrancosas, rodeadas de otras más bajas, arenosas y limosas, con abundantes guijarros. Presenta notables amplitudes de marea. Cierra por el sur el amplio saco de aguas someras llamado bahía de San Sebastián.

## Descripción geográfica
El cabo San Sebastián es un promontorio que penetra levemente en el mar circundante, siendo el remate de un cordón litoral de altas barrancas las que se continúan en ambas direcciones ribereñas. Este cabo sobresale en un tramo costero que hacia el oeste (en el sector sudeste de la bahía de San Sebastián) presenta orientación general oeste-este, el que luego del cabo pasa a redireccionarse hacia un rumbo noroeste-sudeste. Geológicamente su estructura está compuesta por estratos marinos sin deformar del Terciario superior, y sedimentos continentales del cuaternario.
Características climáticas
Es una zona de las más ventosas del planeta, con vientos fuertes que soplan durante todo el año, más aún durante la primavera, principalmente del cuadrante oeste y sudoeste, pudiendo superar los 100 km/h.
El clima es semiárido, con una temperatura media anual de unos 5,5 °C, las precipitaciones anuales (uniformemente distribuidas) rondan los 306 mm, siendo las invernales en forma de nieve. En la clasificación de Papadakis se lo incluye en el clima estépico de «pradera patagónica», muy favorable para la producción de pasto y para la ganadería ovina.
Características oceanográficas
Las amplitudes de marea son notables en el área, llegando a un máximo cercano a los 10 m. Durante la pleamar las aguas marinas golpean la base del acantilado que contiene al cabo, pero la bajamar deja expuesto en forma de restingas el fondo de una importante superficie marina. Las olas llegan a alturas de entre 7 y 10 m.
Características biológicas
Además de contar con la presencia de numerosas especies de aves marinas costeras, las playas de su base sirven como estación final de descanso y alimentación en el verano austral para las enormes migraciones de aves limícolas neárticas, como chorlos y playeros, los que llegan allí todos los años.
Fitogeográficamente se encuentra en la región de las estepas magallánicas del sector norte de la isla Grande, pertenecientes al distrito fitogeográfico patagónico fueguino de la provincia fitogeográfica patagónica.
Ecorregionalmente pertenece a la ecorregión terrestre pastizales patagónicos, mientras que sus aguas oceánicas se incluyen en la ecorregión marina plataforma patagónica.

## Historia
Primitivos habitantes

Los originales pobladores de esa zona eran amerindios de la etnia selknam, los que fueron exterminados a principios del siglo XX.
Faro
En sus proximidades se encuentra el faro homónimo, perteneciente a la Armada Argentina. Funciona de manera automática, ya que no cuenta con personal que lo habite. Este faro fue construido en abril de 1949.

## Acceso
Se accede mediante una senda de tierra que parte hacia el norte desde la ruta nacional 3. La ladera que cae al mar es un abrupto acantilado. Se encuentra en el paraje «Campamento Los Chorrillos», en campos pertenecientes al Puesto 19 del establecimiento de ovinocultura «Estancia Sara».